# Abd Hatem Elhamed
Abd Hatem Elhamed (n. 18 martie 1991, Kafr Manda, Israel) este un fotbalist arabo-israelian care evoluează la clubul FC Ashdod pe postul de mijlocaș.